# Жимолость Шамиссо
Жи́молость Шамиссо́ (Lonícera chamissoi) — деревянистый растение кустарник; вид рода Жимолость семейства жимолостные.

## Ботаническое описание
Кустарник до 1 м высотой, со светло-серой корой.
Листья простые, цельные. Листовые пластинки эллиптические, реже яйцевидныые, или обратнояйцевидные, почти сидячие, на верхушке притуплённые, супротивные, с обеих сторон голые.
Соцветия расположены в пазухах 1—2, редко 3 верхних парных листьев. Цветоносы 10—15 мм длиной.
Цветки с тёмно-пурпурным двугубым венчиком 9—12 мм длиной.
Плод — красная, эллиптическая или почти шаровидная ягода из двух полностью сросшихся завязей с сизым восковым налётом.
|                                |  |
| Слева направо: соцветия, ягоды |  |

## Распространение и экология
Вид распространён в умеренной зоне Дальнего Востока. Встречается в Хабаровском крае (по Амуру от с. Шелехово до устья, по побережью Татарского пролива и Охотского моря), на Сахалине, Курилах (Кунашир, Итуруп, Уруп, Симушир) и Камчатке. Произрастает в каменноберёзовых лесах, на опушках, прогалинах елово-пихтовых лесов, реже — в лиственничниках и зарослях кедрового стланика.

## Хозяйственное значение
По одним данным плоды горьковатого вкуса и не несъедобные, по другим ядовитые.
Декоративный низкий кустарник, пригодный для бордюров и низких живых изгородей.